# Remei Margarit i Tayà
Remei Margarit i Tayà (* 25. Dezember 1935 in Sitges; † 12. Oktober 2023) war eine katalanische Singer-Songwriterin und Erzählerin, die an der frühen Bewegung der Nova Cançó Catalana beteiligt war. Remei Margarit war mit dem Schriftsteller und geistigen Vater der Nova Cançó Catalana Lluís Serrahima verheiratet.

## Leben und Werk
Remei Margarit i Tayà wurde als Psychologin und Musiklehrerin ausgebildet. Sie arbeitete als Lehrerin und Dokumentarfilmerin und schrieb Kolumnen für die Zeitungen Diari de Barcelona, La Vanguardia und El País. Vor allem aber verschrieb sie sich der Literatur.
Sie gründete 1961 in Barcelona zusammen mit Josep Maria Espinàs und Miquel Porter die lose Sänger- und Liedermachergruppe Els Setze Jutges, die Lieder in katalanischer Sprache vortrug. Die Tageszeitung El Punt Avui beschrieb 2007 ihr Lied Classe mitjana („Mittelklasse“) folgendermaßen: Remei Margarit besingt die Barceloneser Bourgeoisie mal ironisch, mal sentimental. Sie besingt den gutbürgerlichen Orfeó Català oder den wohlhabenderen Stadtteil Sarrià und die zugehörigen Traditionen um das Fest zu Sant Jordi oder die Messe zu Santa Lucia.
Remei Margarit veröffentlichte im Kontext der Nova Cançó Catalana selbst zwei Alben mit eigenen Liedern und Chansons. Im Bereich der Poesie veröffentlichte sie unter anderem den Band De la soledat i el desig (1988, „Von Einsamkeit und Verlangen“). Im Bereich Erzählung veröffentlichte sie die Werke Estimat John (1992, „Geliebter John“, Preis der Stadt Badalona), El viatge (1999, „Die Reise“), Aquells temps, aquells amors (2001, „Solche Zeiten, solche Lieben“) und La confidència (2006, „Vertrauen“).
Remei Margarit i Tayà starb im Oktober 2023 im Alter von 87 Jahren.